# Grand Prix automobile d'Albi 1936
Le Grand Prix automobile d'Albi 1936 est un Grand Prix qui s'est tenu sur le circuit d'Albi le 12 juillet 1936.
La course se dispute en deux manches dont le résultat est agrégé. Les positions de départ lors de la deuxième manche sont déterminées par les résultats de la première.

## Classement de la course

### Classement de la première manche
| Pos. | no | Pilote           | Écurie                 | Châssis          | Tours | Temps/Abandon                 | Grille |
| ---- | -- | ---------------- | ---------------------- | ---------------- | ----- | ----------------------------- | ------ |
| 1    | 10 | Prince Bira      | B. Bira                | ERA Type B       | 20    | 1 h 11 min 2 s 4 (150,4 km/h) | 3      |
| 2    | 4  | Marcel Lehoux    | H. W. Cook             | ERA Type B       | 20    | 1 h 11 min 39 s               | 2      |
| 3    | 8  | Pat Fairfield    | H. W. Cook             | ERA Type A       | 20    | 1 h 13 min 33 s               | 4      |
| 4    | 22 | Ettore Bianco    | E. Bianco              | Maserati 4CM     | 20    | 1 h 13 min 42 s               | 6      |
| 5    | 2  | Pierre Veyron    | Automobiles E. Bugatti | Bugatti Type 51A | 19    | 1 h 11 min 15 s               | 5      |
| 6    | 12 | Hans Rüesch      | H. Rüesch              | Maserati 4CS     | 19    | 1 h 14 min 25 s               | 9      |
| 7    | 28 | László Hartmann  | Officine A. Maserati   | Maserati 6CM     | 19    | 1 h 14 min 43 s               | 8      |
| 8    | 16 | Reginald Tongue  | R. Tongue              | ERA Type B       | 15    | 1 h 11 min 40 s               | 7      |
| Abd. | 14 | Walter Wustrow   | W. Wustrow             | Bugatti Type 37A | 8     |                               | 12     |
| Abd. | 24 | Luciano Uboldi   | L. Uboldi              | Maserati spl.    |       |                               | 13     |
| Abd. | 18 | Henri Durand     | H. Durand              | Maserati 4CM     |       |                               | 11     |
| Abd. | 26 | Frederick McEvoy | F. McEvoy              | Maserati 6CM     | 1     | Accident                      | 10     |
| Abd. | 6  | Earl Howe        | H. W. Cook             | ERA Type B       | 1     | Boîte de vitesses             | 1      |

### Classement de la deuxième manche
| Pos. | no | Pilote          | Écurie                 | Châssis          | Tours | Temps/Abandon                 | Grille |
| ---- | -- | --------------- | ---------------------- | ---------------- | ----- | ----------------------------- | ------ |
| 1    | 10 | Prince Bira     | B. Bira                | ERA Type B       | 20    | 1 h 13 min 8 s 2 (146,0 km/h) | 1      |
| 2    | 2  | Pierre Veyron   | Automobiles E. Bugatti | Bugatti Type 51A | 19    | 1 h 13 min 54 s               | 5      |
| 3    | 12 | Hans Rüesch     | H. Rüesch              | Maserati 4CS     | 19    | 1 h 14 min 27 s               | 6      |
| Abd. | 16 | Reginald Tongue | R. Tongue              | ERA Type B       | 9     | Crevaison                     | 8      |
| Abd. | 22 | Ettore Bianco   | E. Bianco              | Maserati 4CM     | 6     | Incendie                      | 4      |
| Abd. | 8  | Pat Fairfield   | H. W. Cook             | ERA Type A       | 4     | Boîte de vitesses             | 3      |
| Np.  | 4  | Marcel Lehoux   | H. W. Cook             | ERA Type B       |       | Non partant                   | 2      |
| Np.  | 28 | László Hartmann | Officine A. Maserati   | Maserati 6CM     |       | Non partant                   | 7      |

### Résultat agrégé
| Pos. | no | Pilote        | Écurie                 | Châssis          | Tours | Temps/Abandon                  |
| ---- | -- | ------------- | ---------------------- | ---------------- | ----- | ------------------------------ |
| 1    | 10 | Prince Bira   | B. Bira                | ERA Type B       | 40    | 2 h 24 min 10 s 6 (148,2 km/h) |
| 2    | 2  | Pierre Veyron | Automobiles E. Bugatti | Bugatti Type 51A | 38    | 2 h 25 min 9 s                 |
| 3    | 12 | Hans Rüesch   | H. Rüesch              | Maserati 4CS     | 38    | 2 h 28 min 52 s                |

- Légende: Abd.=Abandon - Dsq.=Disqualifié - Np.=Non partant.

## Pole positions et records du tour
- Manche 1
  - Pole position :  Earl Howe (ERA) en 3 min 33 s (150,4 km/h).
  - Meilleur tour en course :  Prince Bira (ERA) et  Marcel Lehoux (ERA) en 3 min 29 s (153,3 km/h).
- Manche 2
  - Pole position :  Prince Bira (ERA) arrivé premier de la manche 1.
  - Meilleur tour en course :  inconnu.